# ГЕС Пайн-Фолс
ГЕС Пайн-Фолс – гідроелектростанція у канадській провінції Манітоба. Знаходячись після ГЕС Грейт-Фолс, становить нижній ступінь каскаду на річці Вінніпег, яка є однією з основних приток однойменного озера (річкою Нельсон дренується до Гудзонової затоки).
В районі станції річку перекрили бетонною гравітаційною греблею висотою 18 метрів та довжиною 610 метрів. Вона утримує витягнуте по долині річки на 3 км водосховище з площею поверхні 9 км2 та незначним припустимим коливанням рівня в операційному режимі між позначками 228,6 та 229,2 метра НРМ.
Інтегрований у лівобережну частину машинний зал довжиною 151 метр обладнаний шістьома турбінами потужністю по 14 МВт, які при напорі у 11,3 метра забезпечують виробництво 620 млн кВт-год електроенергії на рік.
Видача продукції відбувається по ЛЕП, що працюють під напругою 66 кВ та 115 кВ.
Відпрацьована станцією вода невдовзі потрапляє в озеро Вінніпег, на дренуючій яке Нельсон створений свій каскад (ГЕС Jenpeg та інші). 